# Maria Josepa Giner i Batista
Maria Josepa Giner i Batista (Reus, 1940 - 1992) va ser una reusenca promotora d'art i galerista.

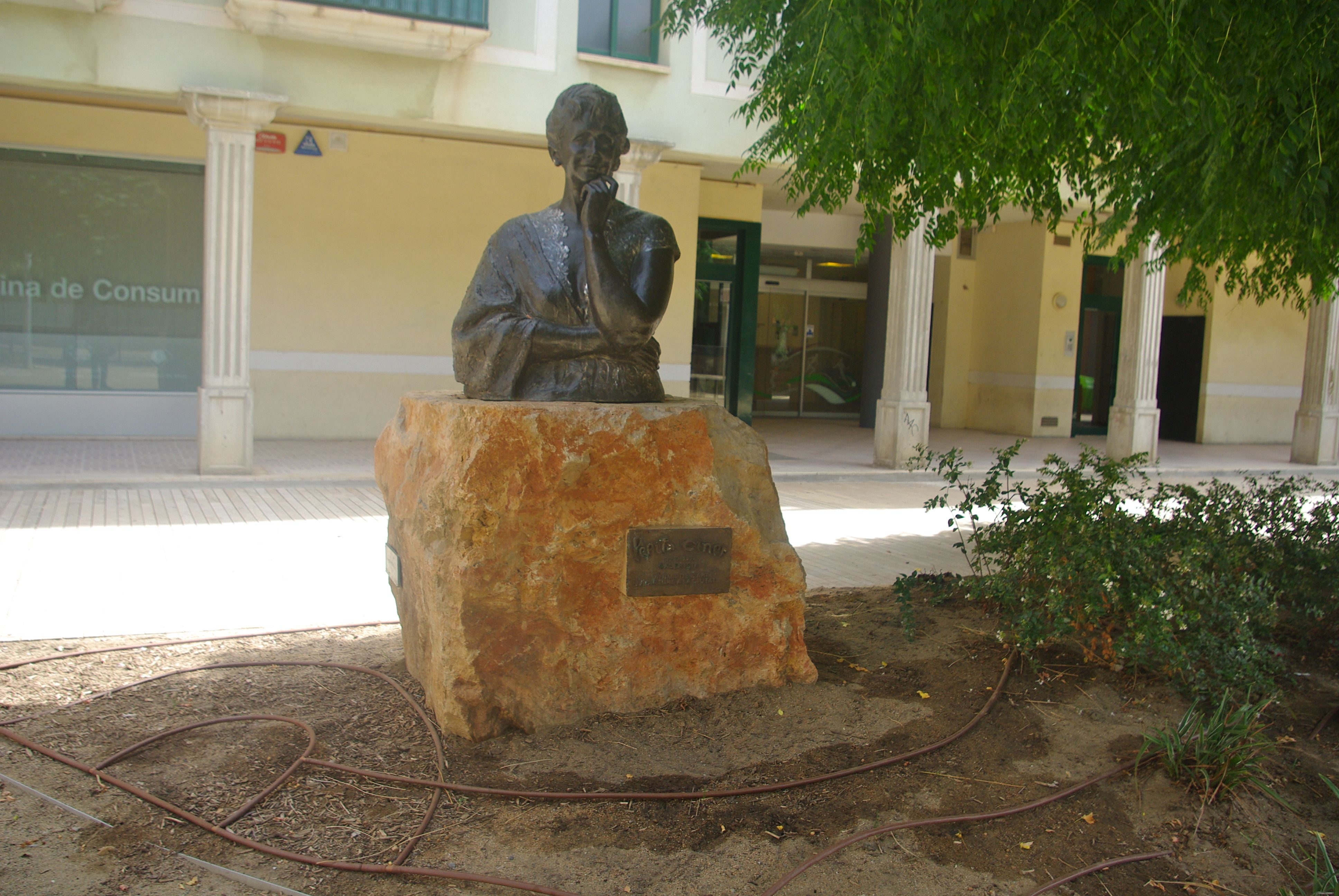
Escultura de Maria Josepa Giner, obra d'Artur Aldomà, a la plaça de la Patacada a Reus

Influenciada de jove pels corrents de l'art, va adquirir grans coneixements en el camp de la pintura i escultura i en la història d'aquestes branques. Casada amb l'empresari reusenc Antoni Quinteiro, l'any 1973 inauguren a Reus la primera galeria d'art de Catalunya fora de Barcelona que portà el nom de Galeria d'art Anquin's. La galeria va obtenir un considerable èxit i es van organitzar exposicions d'artistes dels segles XIX i xx i d'artistes actuals com : Aguilar Moré, Martínez Lozano, Núria LLimona, Joan Martí, Morató Aragones, Vives Fierro, etc. En els primers anys a la Galeria es van organitzar subhastes (del 1973 al 1976) i va participar en la Fira d'Antiquaris de Barcelona. L'any 1973 va organitzar el I Saló de Maig a Reus, recollint la idea nascuda a París i que a partir de 1956 s'havia realitzat a Barcelona fins a l'any 1969. Els Salons de Maig es van celebrar a Reus fins a l'any 2012 i cada any esdevenia una exposició col·lectiva i una trobada d'artistes, crítics i col·leccionistes. Maria Josepa Giner va aconseguir la participació d'artistes de primera fila com és ara Rebull, Durancamps, Cuixart, Tharrats, Montserrat Gudiol, etc. Va portar a terme idees innovadores com és ara la Caixa d'Art (1978) que va iniciar al col·leccionisme d'art a moltes persones de la societat reusenca i el Concurs Biennal de Pintura Jove (1981) que va ser clau per descobrir joves talents. A la seva mort encara jove, la tasca fou continuada per la seva filla, Pepa Quinteiro. Reus li va dedicar una plaça prop de la galeria i l'artista Artur Aldomà Puig va realitzar una escultura per subscripció popular que es va ubicar a l'esmentada plaça. L'any 2012 la galeria Anquin's va canviar d'ubicació i actualment es troba al Carrer de Campoamor, 2. L'escultura de Maria Josepa Giner també es va desplaçar a la Plaça de la Patacada de Reus.